# Tennessee Tech Golden Eagles

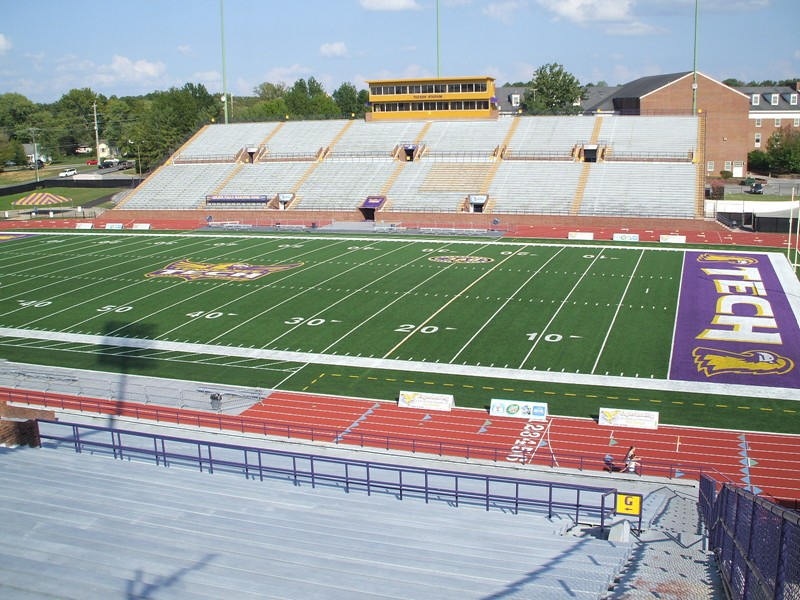
Tucker Stadium.

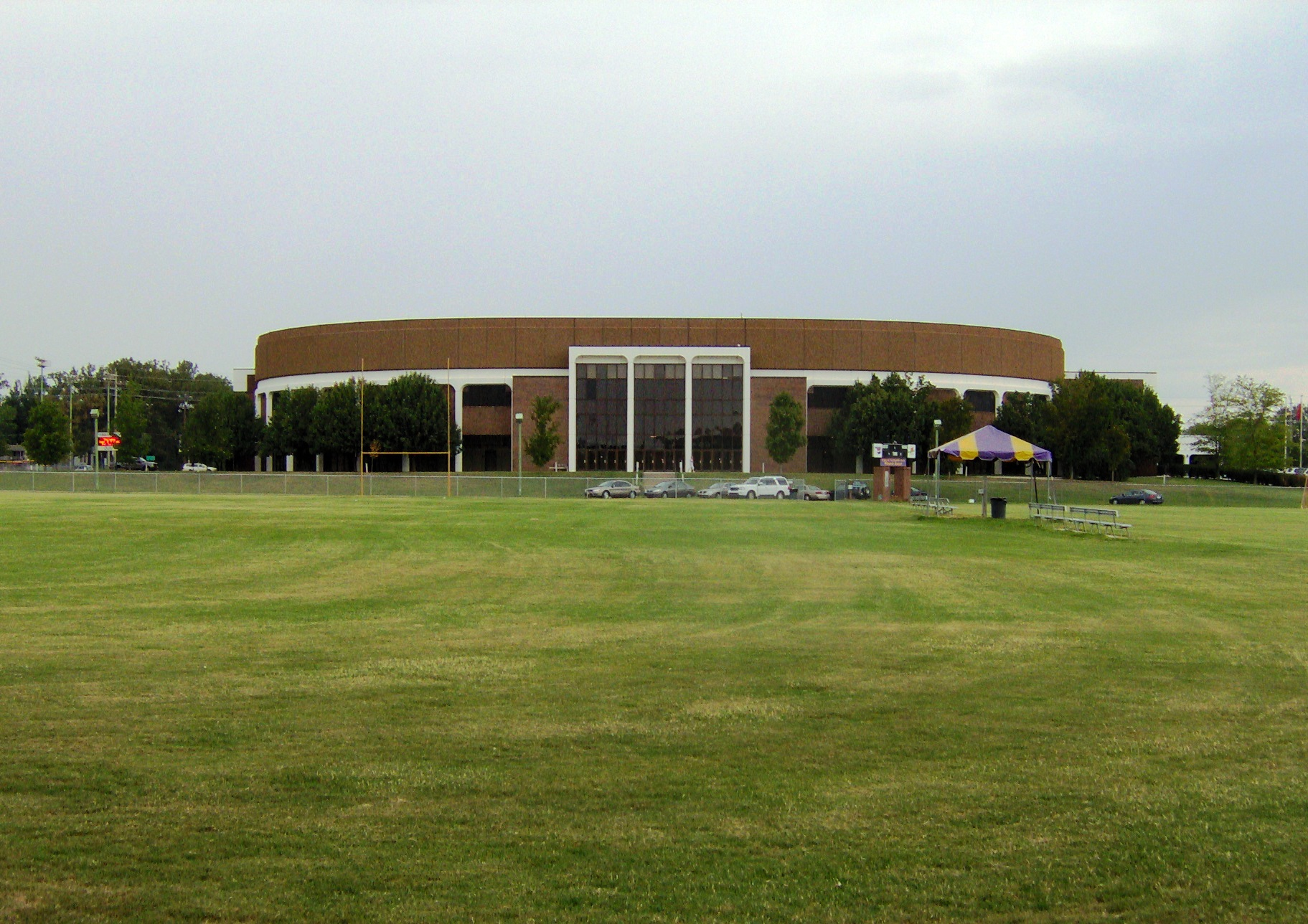
Eblen Center.

Tennessee Tech Golden Eagles (español: Águilas Reales de la Tecnológica de Tennessee) es el equipo deportivo de la Universidad Tecnológica de Tennessee, situada en Cookeville, Tennessee, una pequeña ciudad situada a unos 110 km de Nashville, fundada en 1911. Los equipos de los Golden Eagles participan en las competiciones universitarias organizadas por la NCAA, y forman parte de la Ohio Valley Conference.

## Apodo
En el primer cuarto del siglo XX, el Instituto Politécnico de Tennessee era un pequeño colegio, situado en la región montañosa de Upper Cumberland, donde las águilas Reales eran abundantes. Es fácil comprender por qué los estudiantes de la época se decidieran por apodos como el de las águilas o el de Mountaineers ("Montañeros").
Fue el 14 de abril de 1925 cuando fue adoptado oficialmente el apodo de golden eagles. El periódico de la universidad, The Oracle, publicó una lista de posibles apodos para someterlos a votación, saliendo elegido el actual por 139 votos contra los 18 de los montañeros.

## Programa deportivo
Los Golden Eagles participan en las siguientes modalidades deportivas:
| - Masculino - Baloncesto - Fútbol americano - Cross - Golf - Rifle - Béisbol | - Femenino - Cross - Baloncesto - Fútbol - Golf - Softball - Voleibol - Tenis - Atletismo |

### Baloncesto
El equipo masculino de baloncesto ha conseguido clasificarse en dos ocasiones para el Torneo de la NCAA, la última de ellas en 1963, aunque en ninguna de las ocasiones ha conseguido pasar de primera ronda. Ha ganado en 6 ocasiones el Torneo de la Ohio Valley Conference, la última en 2003. Ocho de sus jugadores han entrado en alguna ocasión en el Draft de la NBA, aunque solamente dos de ellos han llegado a jugar como profesionales, y apenas 40 partidos entre ambos.

### Fútbol americano
El equipo de fútbol americano ha ganado en nueve ocasiones el título de conferencia, aunque su último triunfo se remonta a 1975. Once de sus jugadores han jugado en alguna ocasión en la NFL como profesionales.

## Instalaciones deportivas
- Tucker Stadium. Estadio de fútbol americano, llamado así en honor de un antiguo entrenador del equipo, fallecido en 1980, Wilburn Tucker, tiene una capacidad de 16.500 espectadores.
- Hooper Eblen Center. Pabellón de baloncesto de la universidad, con capacidad para 10.152 espectadores.[4]
- Bush Stadium. Estadio de béisbol